# Terratrèmol de Catalunya de 1373
El terratrèmol del 3 de març de 1373 és el primer terratrèmol documentat de Catalunya, que va tenir l'epicentre situat entre el Comtat de Ribagorça i la Vall d'Aran. Va ocórrer la nit del 2 al 3 de març, per la qual cosa figura documentat amb un dia o l'altre indistintament. El moviment va assolir una intensitat epicentral entre 8 i 9 i una magnitud de 6.1, ocasionant danys a diferents punts de Catalunya i també a França.
Entre els danys documentats apareixen:
- Esfondrament del campanar d'Albalat de Cinca.
- Caiguda de la part alta del campanar de Santa Maria del Mar, a Barcelona.
- Caiguda d'una pedra d'un arc de l'església de Sant Just de Barcelona.
- Danys al dormidor del monestir de les clarisses, a Barcelona.
- Caiguda de la torre del portal i d'una part de la torre major del castell de Castell-lleó, a la Vall d'Aran.
- Afectació de la Casa de la Vila de Cervera.
- Danys al Castell de Gurb, a Gurb.
- Danys a la capella del Castell del Rei, a Lleida.
- Danys a la torre de les parets del castell a Santa Maria d'Oló.
- Destrucció de gairebé la totalitat del poble de Montclús, a la Noguera.[4]
- Destrucció del campanar de l'església de Boí i del campanar i dos absis de l'església de Sorpe, es pot detectar perquè van ser reconstruïts diferents dels de la zona, com els campanars de Taüll o de Son del Pi.